# NGC 3679
NGC 3679 ist eine elliptische Galaxie vom Hubble-Typ E2 im Sternbild Löwe an der Ekliptik. Sie ist schätzungsweise 371 Millionen Lichtjahre von der Milchstraße entfernt und hat einen Durchmesser von etwa 110.000 Lj. 
Das Objekt wurde am 24. April 1784 von Wilhelm Herschel entdeckt.